# Wohnhaus Wesermünder Straße 6
Das Wohnhaus Wesermünder Straße 6, südlich des Bahnhofs, in der niedersächsischen Samtgemeinde Land Hadeln, Gemeinde Otterndorf im Landkreis Cuxhaven, stammt vom 20. Jahrhundert. Aktuell (2024) wird es als Wohnhaus genutzt.
Das Gebäude steht unter Denkmalschutz (siehe auch Liste der Baudenkmale in Otterndorf).

## Geschichte und Beschreibung
Otterndorf war der Hauptort des Landes Hadeln. 1400 erhielt es von Herzog Erich von Sachsen-Lauenburg das Stadtrecht.
Das zweigeschossige verklinkerte Gebäude auf Sockel in auch expressionistischer Backsteinbauweise, mit einem ziegelgedeckten Zeltdach, Erkern mit Balkonen sowie geschossteilendem Gesims wurde 1931 im typischen Stil der Zwischenkriegszeit in einem großen Garten gebaut. Die Türen und Fenster des Hauses sind im Original erhalten.
Das Landesdenkmalamt befand u. a.: „… in expressionistischen Formen …“